# Damat Melek Mehmed Paixà
Damat Melek Mehmed Paşa (Istanbul, 1719-1802) fou Gran Visir otomà de 1792 a 1794 a més de kapudan paixà i de governador de diverses províncies.
Era fill del kapudan-i derya Bosnali Khodja Suleyman Pasha (1714, 1718-1721). Va seguir una carrera naval i va ascendir diversos graus arribant a kapudan-i derya el 1752. Va rebre un càrrec important i es va casar el 1757 amb la princesa imperial Zeyneb Asima Sultan (filla d'Ahmet III) rebent el rang de visir. i el govern del sandjak de Janina. El 1763 fou nomenat governador militar de Vidin i de Belgrad. Després fou beglerbegi d'Anatòlia, caimacan (1765), beglerbegi d'Aydın, beglerbegi de Rumèlia i kapudan pasha de 1767 a 1769 (per segona vegada) quan fou nomenat muhasil de Morea o caimacan a Istanbul (1769-1774). El 1774 fou nomenat kapudan paixà per tercera vegada. El 1774, fins a 1776, fou governador de Khotin. El 1776 governador de Belgrad fins al 1779, quan va tornar a ser muhasil de Morea, i després governador de Negrepont, Egipte (1781), Belgrad, Càndia, Bender (1784) i Vidin (1786). Selim III el va deslliurar d'una caiguda en desgràcia i li va retornar el rang de visir i el va nomenar governador de Càndia.
El 4 de maig de 1792 va ser nomenat gran visir com a visir degà de tots els existents. Es va limitar a donar suport a la política del sultà sense participar en la seva elaboració. Va governar dos anys i cinc mesos. Va ser revocat segurament per causa d'edat el 25 d'octubre de 1794. Es va retirar a la seva vila d'Ortakoy a la vora de la mar al Bòsfor, on va morir el 19 de febrer de 1802.